# ディストレスト債
ディストレスト債（ディストレストさい Distressed securities）は、経営的に行き詰まりを見せた企業、経営破綻に直面した企業の社債などの債権で、本来の価値より著しく安価になっているものを指す。

## 概要
信用格付けが低く元本割れが発生するリスクが高い債券という点はハイイールド債と同様だが、
ディストレスト債への投資は、中長期的に企業経営の改善や残余財産価値の見直しにより企業価値の改善が見込まれ、債権の価値が元へ戻ることを見越して行われる。ハゲタカファンドのように短期間のうちに企業の資産を切り売りして喰いつくす目的で投資される対象ではない。

## ディストレスト債券投資の事例
- 2021年9月、中国の不動産開発会社である中国恒大は資金繰りに行き詰まり、社債の利払いが困難になった。この際、アメリカの投資会社マラソン・アセット・マネジメントやサバ・キャピタル・マネジメント、レッドウッド・キャピタル・マネジメントなどは、中国恒大が政府の救済措置を受けて立ち直る可能性があると見込み、敢えて安価になった社債を購入する動きを見せた[2]。